# Kung-fu Bình Định
Pour les articles homonymes, voir Bình Định (homonymie).
Le terme de Binh Dinh, au même titre que « Shaolin », se réfère davantage à un courant d'arts martiaux qu'à un style unique. La région de Bình Định au Viêt Nam est un des berceaux des arts traditionnels de ce pays. Et l'histoire commune, durant plusieurs siècles, de la Chine et du Viêt Nam, se retrouve dans ce courant.
Le courant Binh Dinh est donc très lié à l'histoire du Viêt Nam et aux événements qui se déroulèrent dans la région. De l'émergence d'un style en tant que tel du XVe siècle à nos jours, en passant par la révolte de Tây Son et la lutte contre l'invasion française, les arts martiaux de Binh Dinh ont contribué à l'histoire de ce pays et ont connu de nombreuses évolutions. Ils connurent leur apogée à la fin du XVIIIe siècle à la suite de la révolte de Tây Son en devenant le style militaire officiel que tout soldat se devait de pratiquer pour défendre le royaume. Puis ils traversèrent une période de clandestinité à partir du début du XIXe siècle qui entraîna d'importantes déperditions dans le style. 
C'est sans doute à la suite de cette période qu'émergèrent les nombreuses variantes que l'on retrouve aujourd'hui, dont nombre de styles dit « familiaux » transmis uniquement dans le cercle privé de la descendance, ou empreints d'un certain syncrétisme, notamment influencés par le Muay boran, le Kung-fu Shaolin ainsi que le kanarlaké du Siam et du sud de la Chine voisins. De nos jours, l'école la plus connue de Vo Binh Dinh en France est l'école Sa Long Cuong, mais il en existe d'autres.
Les spécificités des arts de Binh Dinh se situent d'abord dans la dimension tactique du combat, que l'on retrouve dans le travail à mains nues (quyen). Ils se caractérisent également de par leur emphase sur l'usage des coudes et des genoux, une recherche de l'efficacité maximisée dans l'esprit du Chin Na, ainsi que le maniement des armes (bâton long (« roi »), épée, sabre, tomfas,  trois branches,.etc. pour n'en citer que quelques-unes). 

## Pour en savoir plus
- binhdinh.bordeaux.fr
- binhdinh.online.fr